# Giovanni Gasparro

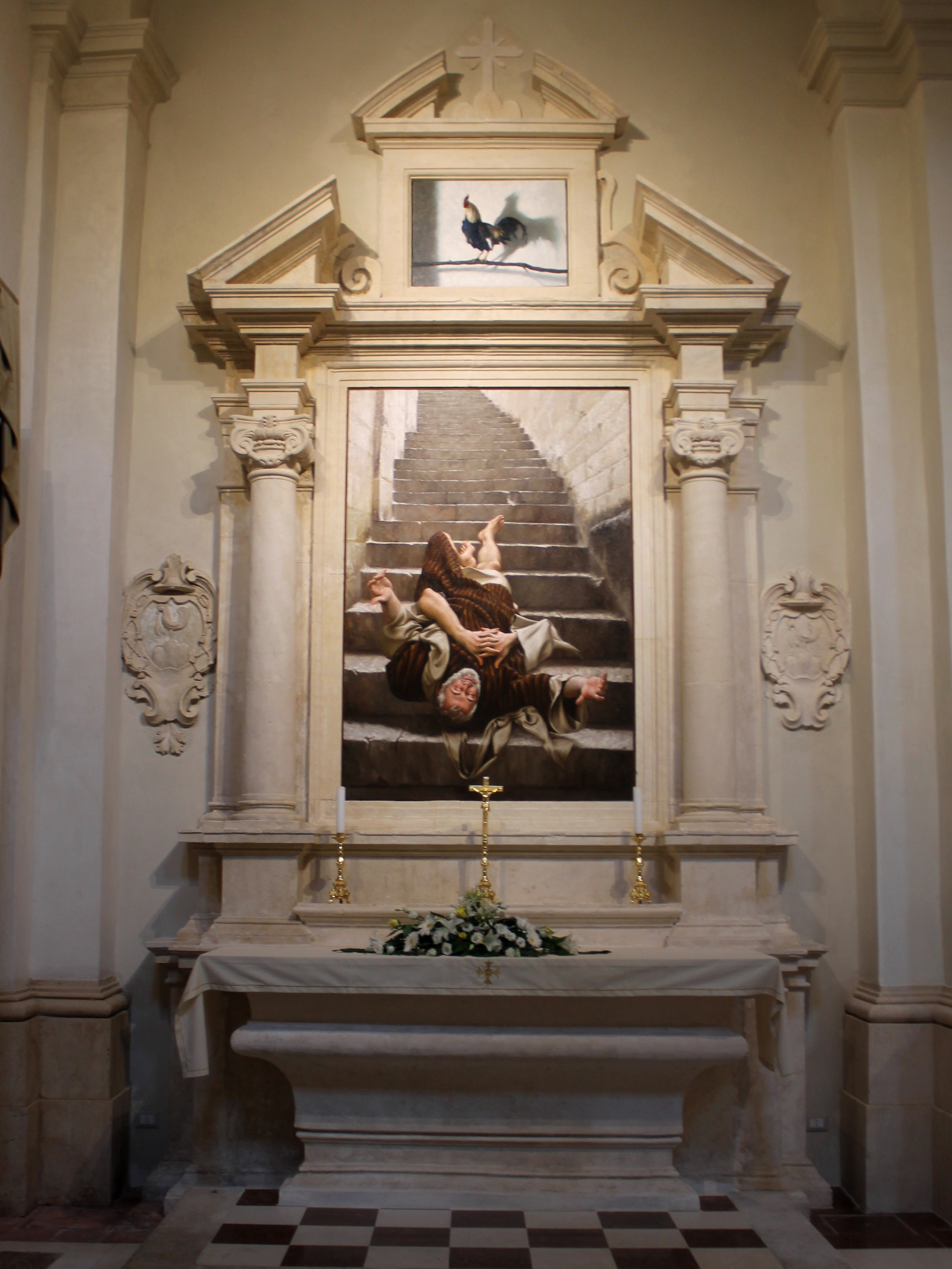
Une des toiles de Giovanni Gasparro à la de L'Aquila.

Giovanni Gasparro (né à Bari le 22 octobre 1983) est un peintre et graveur italien. Auteur d'art sacré catholique, il reçoit des éloges par la critique picturale, mais est accusé en 2020 d'antisémitisme pour sa peinture de Simon de Trente.

## Biographie

### Jeunesse et études
Né à Bari mais résidant à Adelfia (région des Pouilles), Giovanni Gasparro remporte le prix « Bona Sforza, regina di Polonia e duchessa di Bari » en 1997 alors qu'il est encore jeune, pour une œuvre graphique. Il approfondit ensuite ses études dans le domaine de l'art à Bari avant de les terminer à l'Académie des Beaux-Arts de Rome en 2007,.

### Expositions
À partir de 2001, il commence à exposer dans toute l'Italie. Sa première exposition personnelle, tenue en 2009 à Paris, confirme un début de notoriété à l'étranger ; la même année, il expose à la galerie Russo à Rome. En 2011, il expose pour le pavillon de la région du Latium à la 54e exposition internationale d'art de Venise.
Toujours en 2011, l'archidiocèse de L'Aquila lui commande des ornements sur les parties marbrées de la basilique Saint-Joseph l'Artisan (it) de L'Aquila, endommagée par le tremblement de terre de 2009 et alors en cours de restauration. Gasparro crée 18 ornements entre les cimaises et les retables ainsi que deux toiles représentant des scènes tirées des Évangiles et des vies des saints de la localité d'Aquila. Ce travail représente le plus grand cycle pictural religieux créé depuis longtemps[réf. nécessaire] et renoue avec la tradition de la peinture religieuse classique, à rebours de la plupart des artistes contemporains. En 2012, à l'occasion de la réouverture de l'église au public, le critique d'art Vittorio Sgarbi a publiquement fait l'éloge de l'artiste des Pouilles.
En 2013, il remporte le Concours d'art bioéthique de la section bioéthique et droits de l'homme de l'Unesco avec l'œuvre Casti connubii inspirée de l'encyclique éponyme écrite par le pape Pie XI en 1930. L'année suivante, le tableau Quum memoranda - portrait du pape Pie VII - remporte le prix Pio Alferano.

### Accusations d'antisémitisme
En 2020, sa peinture de Simon de Trente, dont les juifs furent accusés de meurtre rituel, est publiée sur Facebook à la veille de la Pâque juive. Le Martyre de saint Simon de Trente par meurtre rituel juif (diptyque incurvé, huile sur toile, 225 x 150 cm), sans avertir que cela était légendaire et avec les stéréotypes antisémites, déclenche une vague d'indignation à l'intérieur et en dehors de la communauté juive,,.